# Neuville-en-Beaumont
Neuville-en-Beaumont är en kommun i departementet Manche i regionen Normandie i norra Frankrike. Kommunen ligger i kantonen Saint-Sauveur-le-Vicomte som tillhör arrondissementet Cherbourg. År 2022 hade Neuville-en-Beaumont 25 invånare.

## Befolkningsutveckling
Antalet invånare i kommunen Neuville-en-Beaumont
| Referens: INSEE |